# キム・ウォール (アメリカ合衆国の女優)
キム・ウォール（Kim Wall、1969年7月2日 - ）は、アメリカ合衆国の女優。

## 出演作品
- 幸せがおカネで買えるワケ
- ミスト
- Sleepaway Camp III: Teenage Wasteland